# Cicloesimide
La cicloesimide è un composto chimico che inibisce la sintesi proteica in cellule eucariote bloccando l'attacco e l'uscita del tRNA dal ribosoma. Induce apoptosi in vari tipi cellulari. È prodotta dal batterio Streptomyces griseus.